# Гарник, Анастасия Юрьевна
Анастасия Юрьевна Гарник (укр. Анастасія Юріївна Гарник; род. 10 сентября 1995 года, Киев, Украина) — украинская парадзюдоистка. Чемпионка Паралимпийских игр 2024 года.

## Биография
29 августа 2021 года приняла участие на летних Паралимпийских играх 2020 в Токиое в весовой категории свыше 70 кг. В четвертьфинале уступила бразильянке Мэг Эммерих, в утешительном матче победила японку Минако Цутию. В матче за третье место проиграла итальянке Каролине Косте.
7 сентября 2024 года приняла участие на летних Паралимпийских играх 2024 в Париже в весовой категории свыше 70 кг (класс J1) и завоевала золотую медаль. В четвертьфинале победила узбекскую спортсменку Ферузу Эргашеву, в полуфинале — американку Кристеллу Гарсию, в финале — бразильянку Эрику Зоагу.

## Спортивные результаты
| Год  | Турнир                          | Место проведения | Категория       | Место |
| ---- | ------------------------------- | ---------------- | --------------- | ----- |
| 2018 | Чемпионат мира                  | Одивелаш         | свыше 70 кг     | 9     |
| 2021 | Летние Паралимпийские игры 2020 | Токио            | свыше 70 кг     | 5     |
| 2022 | Чемпионат мира                  | Баку             | свыше 70 кг     | 1     |
| 2022 | Чемпионат Европы                | Кальяри          | свыше 70 кг, J1 | 1     |
| 2023 | Чемпионат Европы                | Роттердам        | свыше 70 кг, J1 | 1     |
| 2024 | Летние Паралимпийские игры 2024 | Париж            | свыше 70 кг, J1 | 1     |
| 2025 | Чемпионат мира                  | Астана           | свыше 70 кг, J1 | 1     |

## Награды
- Орден княгини Ольги ІІІ степени (18 сентября 2024 года)[2]